# Дворец Ибрагим-паши
Дворец Ибрагим-паши (тур. İbrahim Paşa Sarayı) — здание на стамбульской площади Султанахмет, бывшая резиденция великого визиря Османской империи Паргалы Ибрагима-паши. Памятник османской архитектуры XVI века.
Дворец построен на территории ипподрома Константинополя (ныне площадь Султанахмет), даты начала и окончания строительных работ не известны. Известно лишь то, что в 1521 году в здании прошёл ремонт. По одной из версий историков, в 1524 году, после предполагаемой свадьбы Ибрагима-паши и Хатидже-султан, Сулейман I подарил этот дворец молодоженам в качестве свадебного подарка. 
Своё название дворец получил от проживавшего в нём Паргалы Ибрагима-паши (1494 — 1536).
После казни Ибрагима-паши дворец был резиденцией последующих великих визирей. В дальнейшем в нём располагались посольство, швейные мастерские, военный оркестр и тюрьма. С 1938 года во дворце размещается музей турецкого и исламского искусства.